# بونتا جوردا
بونتا جوردا هي مدينة، تتبع مقاطعة توليدو ‏، بلغ عدد سكانها 5٬026 نسمة.

## المناخ
يظهر الجدول التالي التغييرات المناخية على مدار السنة لبونتا جوردا:
| البيانات المناخية لـبونتا جوردا                   | البيانات المناخية لـبونتا جوردا | البيانات المناخية لـبونتا جوردا | البيانات المناخية لـبونتا جوردا | البيانات المناخية لـبونتا جوردا | البيانات المناخية لـبونتا جوردا | البيانات المناخية لـبونتا جوردا | البيانات المناخية لـبونتا جوردا | البيانات المناخية لـبونتا جوردا | البيانات المناخية لـبونتا جوردا | البيانات المناخية لـبونتا جوردا | البيانات المناخية لـبونتا جوردا | البيانات المناخية لـبونتا جوردا | البيانات المناخية لـبونتا جوردا |
| الشهر                                             | يناير                           | فبراير                          | مارس                            | أبريل                           | مايو                            | يونيو                           | يوليو                           | أغسطس                           | سبتمبر                          | أكتوبر                          | نوفمبر                          | ديسمبر                          | المعدل السنوي                   |
| ------------------------------------------------- | ------------------------------- | ------------------------------- | ------------------------------- | ------------------------------- | ------------------------------- | ------------------------------- | ------------------------------- | ------------------------------- | ------------------------------- | ------------------------------- | ------------------------------- | ------------------------------- | ------------------------------- |
| متوسط درجة الحرارة الكبرى °م (°ف)                 | 28.3 (82.9)                     | 29.1 (84.4)                     | 30.4 (86.7)                     | 31.9 (89.4)                     | 32.5 (90.5)                     | 32.0 (89.6)                     | 31.3 (88.3)                     | 31.8 (89.2)                     | 32.1 (89.8)                     | 31.2 (88.2)                     | 29.9 (85.8)                     | 28.6 (83.5)                     | 30.8 (87.4)                     |
| المتوسط اليومي °م (°ف)                            | 23.5 (74.3)                     | 24.2 (75.6)                     | 25.1 (77.2)                     | 26.6 (79.9)                     | 27.6 (81.7)                     | 27.7 (81.9)                     | 27.2 (81.0)                     | 27.4 (81.3)                     | 27.6 (81.7)                     | 26.8 (80.2)                     | 25.3 (77.5)                     | 24.4 (75.9)                     | 26.2 (79.2)                     |
| متوسط درجة الحرارة الصغرى °م (°ف)                 | 18.9 (66.0)                     | 19.3 (66.7)                     | 19.9 (67.8)                     | 21.4 (70.5)                     | 22.7 (72.9)                     | 23.4 (74.1)                     | 23.1 (73.6)                     | 22.9 (73.2)                     | 23.0 (73.4)                     | 22.5 (72.5)                     | 20.9 (69.6)                     | 19.8 (67.6)                     | 21.5 (70.7)                     |
| معدل هطول الأمطار مم (إنش)                        | 136.2 (5.36)                    | 99.6 (3.92)                     | 64.5 (2.54)                     | 95.9 (3.78)                     | 210.1 (8.27)                    | 508.1 (20.00)                   | 754.1 (29.69)                   | 702.0 (27.64)                   | 557.7 (21.96)                   | 339.6 (13.37)                   | 251.8 (9.91)                    | 186.8 (7.35)                    | 3٬906٫4 (153.79)                |
| متوسط الأيام الممطرة (≥ 1.0 mm)                   | 11                              | 10                              | 7                               | 7                               | 11                              | 20                              | 24                              | 23                              | 20                              | 18                              | 13                              | 14                              | 178                             |
| المصدر: National Meteorological Service of Belize |                                 |                                 |                                 |                                 |                                 |                                 |                                 |                                 |                                 |                                 |                                 |                                 |                                 |

## أعلام
- مارك ليزلي